# ヴァッレ・ラティーナ

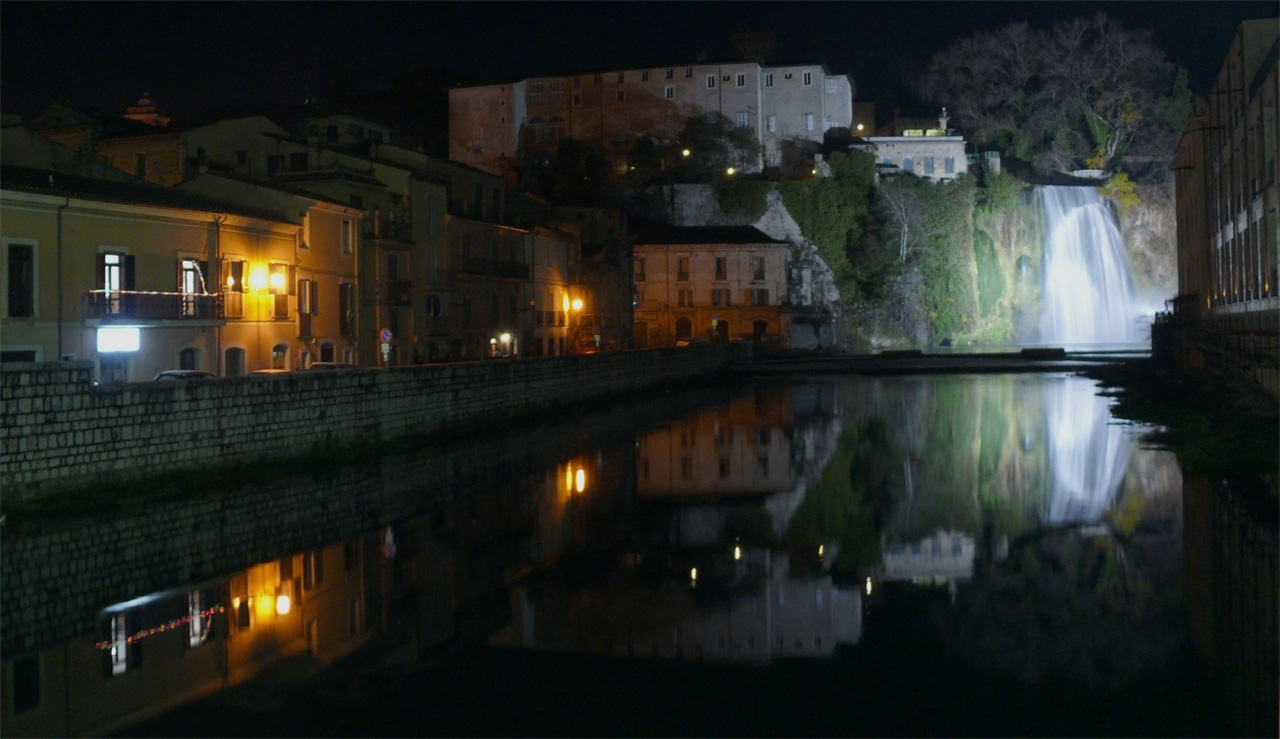
イーゾラ・デル・リーリ

ヴァッレ・ラティーナ (Valle Latina)は、ローマの南からカッシーノにのびるイタリアの地理的・歴史的領域。古代ローマにおけるラティウムの東部にあたる。
この地域の主要都市は、フロジノーネ、カッシーノ、ソーラ、アナーニ、アラトリである。